# GINAF

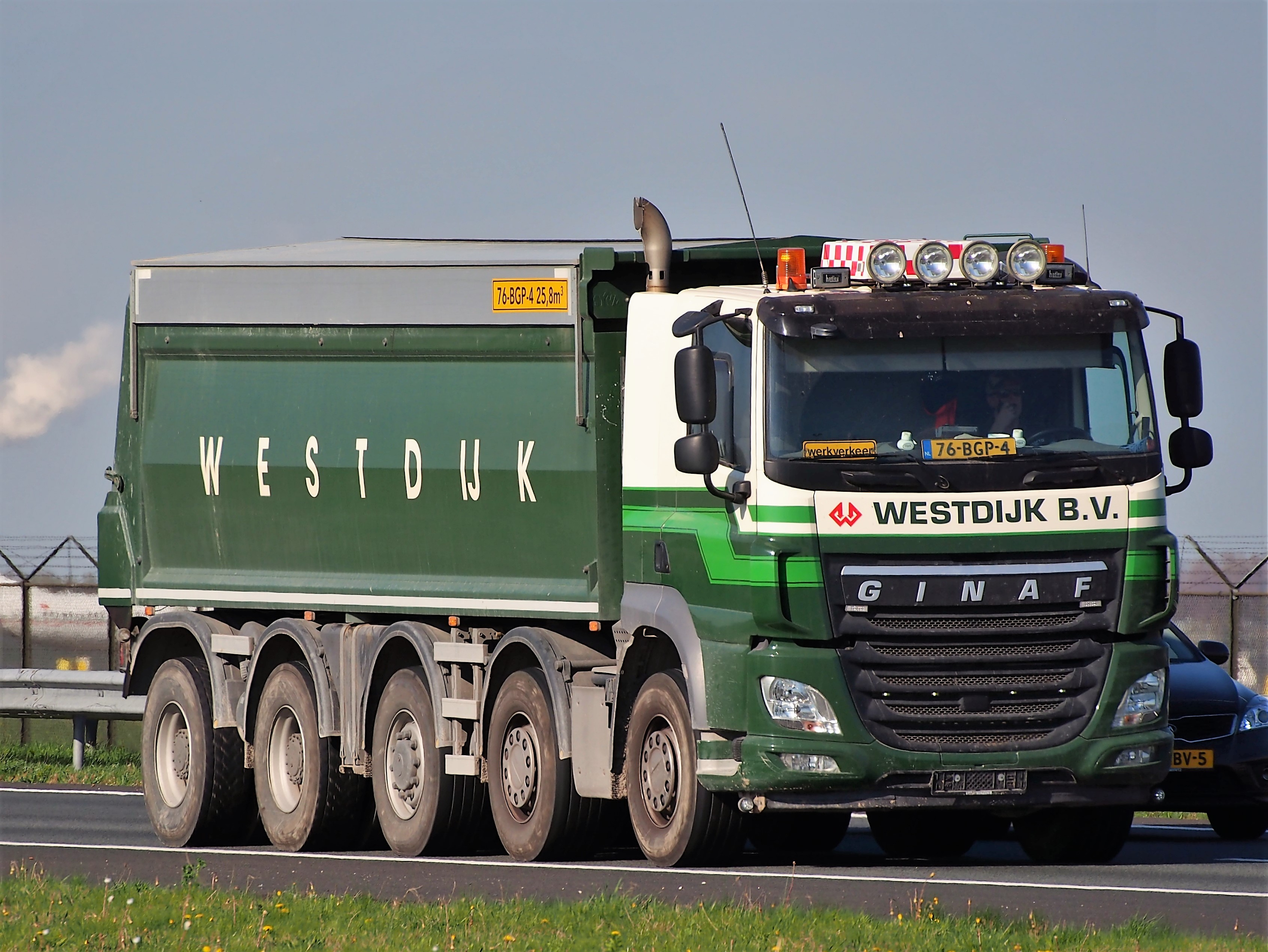
Вантажівка GINAF

GINAF — нідерландський виробник вантажівок, головним чином виготовляє машини для подолання важкого бездоріжжя, будівництва та сільського господарства. Щорічний випуск фабрики в місті Венендал (провінція Утрехт) становить близько 250 машин. Також компанія має центр по сервісному обслуговуванню своєї техніки в маленькому гелдерландском місті Едервейн. Крім цивільного життя GINAF перебуває на озброєнні як воєнна вантажівка в деяких країнах НАТО.

## Історія
Команда GINAF бере участь у рейдах Ралі Дакар з 1987 року як у класі вантажівок, так і в класі технічних автомобілів. Перший GINAF, який брав участь в ралі, був з маркетингових міркувань заявлений як DAF.
У 2007 році нідерландці на автомобілях GINAF зайняли два місця в десятці кращих вантажівок — 4 і 8, в 2009 — 3 і 8, в 2010 — 3, 6 і 10 місця. GINAF було оголошено банкрутом у грудні 2011 року; потім його поглинув китайський CHTC. У жовтні 2020 року CHTC вийшла з компанії шляхом викупу менеджментом.